# Naja Mohamed
Naja Tarek Mohamed (* 15. März 1996; arabisch نجا محمد) ist eine ägyptische Badmintonspielerin.

## Karriere
Naja Mohamed war 2013 bei den Morocco International im Damendoppel mit Doha Hany erfolgreich. Im gleichen Jahr belegte sie mit ihr auch Rang zwei bei den Ethiopia International 2013. Bei dieser Veranstaltung wurde Naja Mohamed auch Zweite im Mixed und Dritte im Doppel. Bei den Botswana International 2013 belegten Hany und Mohamed Rang drei ebenso wie bei den Uganda International 2014.